# Costituzione degli Ateniesi (Pseudo-Senofonte)
Costituzione degli Ateniesi (in greco antico: Ἀθηναίων πολιτεία?, Athenàion politéia) è il titolo assegnato a un breve testo greco antico che discute la forma di governo democratica e la società dell'antica Atene, radicalmente avversandola; è un'opera sulla quale ancor oggi si addensano gli interrogativi e le congetture di filologi, storici, accademici, giacché non se ne conosce pressoché nulla al di fuori del testo, nemmeno il titolo originale.
Il titolo convenzionale non rispetta il tema, giacché non di Costituzione si parla, ma di sistema politico in generale (anche perché i greci antichi non avevano costituzioni in senso moderno, ossia corpus di leggi che definiscono uno Stato). Attribuito dagli antichi a Senofonte, considerato spurio dagli studiosi moderni, quasi nulla è certo attorno a questo caustico pamphlet: né la natura (saggio, dialogo o esercitazione retorica?) né la datazione (V o IV secolo a.C., prima o dopo la Guerra del Peloponneso?) né l'autore (in genere viene indicato come Pseudo-Senofonte in semi-continuità con la tradizione).
Essa non va confusa con la Costituzione degli Ateniesi di Aristotele.

## Contenuto
In esso è contenuta l'analisi critica fatta da un oligarca del regime ateniese, mettendone in luce quelli che egli ritiene essere elementi negativi, come ad esempio l'ignoranza dei governanti, la mancanza di scrupoli morali in alcuni di essi, l'interesse dei giudici per il denaro o la libertà di parola concessa ai meteci e agli schiavi.
L'autore è del tutto contrario al sistema di governo ateniese, che vede come un insieme di individui inferiori che non dovrebbero nemmeno prendere la parola in una città governata saggiamente (come in un regime aristocratico), ma essere ridotti in schiavitù.
Nella seconda parte dello scritto, all'insofferenza verso il regime democratico, si sostituiscono alcune considerazioni sulla necessità di potenziare la flotta ateniese, per mantenere il controllo del mare e sulla validità della gestione economica della città: questo mostra una buona conoscenza e preparazione tecnica e politica dell'autore, che conclude il libello con la constatazione che la situazione, ad Atene, non possa migliorare.

## Struttura e possibili autori
L'opera è strutturata solo apparentemente in forma di monologo. Secondo alcuni, come Luciano Canfora, in realtà avrebbe forma dialogica, nella quale le considerazioni, i giudizi e le obiezioni verrebbero quindi mossi da un secondo interlocutore, cancellato (forse erroneamente) dalla tradizione manoscritta.
La data di composizione del testo non è mai stata stabilita con certezza: si ritiene che il terminus ante quem sia il 424 a.C., ma sono state avanzate altre possibili date di composizione sulla base di vari eventi descritti nell'opera e di alcuni parallelismi con la fine del I libro della Guerra del Peloponneso di Tucidide.
Diogene Laerzio elenca la Costituzione tra le opere attribuite a Senofonte, ma segnala che già il grammatico Demetrio di Magnesia riteneva l'opera spuria. Tra i possibili autori erano nominati anche Tucidide di Melesia, Crizia, Alcibiade; Giulio Polluce e Stobeo ritenevano invece l'opera autentica, così come la tradizione manoscritta successiva. I motivi principali che portano a negare l'attribuzione a Senofonte sono lo stile ripetitivo della prosa, una generale mancanza di chiarezza nella successione delle argomentazioni e, in alcuni casi, una commistione tra dialetto attico e ionico. Per via dell'uso della prima persona plurale in due passaggi del testo, si è supposto che l'autore fosse un ateniese all'estero al momento della composizione oppure uno straniero residente ad Atene, tuttavia mancano prove a sostegno di queste ipotesi. Appare più certo, invece, che l'autore fosse di idee oligarchiche, poiché rifiuta i principi democratici alla base della costituzione ateniese.

### Edizioni e commenti
- Walter Lapini, Commento all'Athenaion Politeia dello Pseudo-Senofonte, Firenze, 1997.
- (EN) E. C. Marchant e G. W. Bowersock (a cura di), Xenophon. Hiero. Agesilaus. Constitution of the Lacedaemonians. Ways and Means. Cavalry Commander. Art of Horsemanship. On Hunting. Constitution of the Athenians (XML), Cambridge, MA, Harvard University Press, 1925.
- La Costituzione degli Ateniesi dello Pseudo-Senofonte, a cura di Giuseppe Serra, Roma, 1979.
- Anonimo Ateniese, La democrazia come violenza, a cura di a cura di L. Canfora, collana La Memoria, n. 42, Palermo, Sellerio, 1982. ISBN 978-88-389-0204-8
- Contro la democrazia. La Costituzione degli ateniesi, a cura di Tommaso Gazzolo e Remo Viazzi, Le Mani, 2012, ISBN 978-88-801-2625-6.

### Studi
- Luciano Canfora, Studi sull'"Athenaion Politeia" psudosenofontea, Torino, 1980.
- Enrico Flores, Il sistema non riformabile. La pseudosenofontea "Costituzione degli Ateniesi" e l'Atene periclea, Napoli, 1982.
- Marcello Gigante, La "Costituzione degli Ateniesi". Studi sullo Pseudo-Senofonte, Napoli, 1953.
- Diego Lanza, Osservazioni linguistiche all'"Athenaion Politeia", in Prometheus, n. 3, 1977,  pp. 211-220.
- Marta Sordi, L'"Athenaion Politeia" e Senofonte, in Aevum, n. 76, 2002,  pp. 17-24.
- Enrico Ferri, "Athenaion Politeia", ed. Rubbettino, 2014